# Moulins-lès-Metz
Moulins-lès-Metz és un municipi francès, situat al departament del Mosel·la i a la regió del Gran Est. L'any 2007 tenia 5.040 habitants.

## Demografia

### Població
El 2007 la població de fet de Moulins-lès-Metz era de 5.040 persones. Hi havia 2.198 famílies, de les quals 760 eren unipersonals (289 homes vivint sols i 471 dones vivint soles), 646 parelles sense fills, 598 parelles amb fills i 194 famílies monoparentals amb fills.
La població ha evolucionat segons el següent gràfic:
Habitants censats

### Habitatges
El 2007 hi havia 2.348 habitatges, 2.228 eren l'habitatge principal de la família, 9 eren segones residències i 112 estaven desocupats. 1.105 eren cases i 1.242 eren apartaments. Dels 2.228 habitatges principals, 1.193 estaven ocupats pels seus propietaris, 974 estaven llogats i ocupats pels llogaters i 61 estaven cedits a títol gratuït; 38 tenien una cambra, 222 en tenien dues, 478 en tenien tres, 496 en tenien quatre i 993 en tenien cinc o més. 1.613 habitatges disposaven pel capbaix d'una plaça de pàrquing. A 1.129 habitatges hi havia un automòbil i a 809 n'hi havia dos o més.

### Piràmide de població
La piràmide de població per edats i sexe el 2009 era:
| Homes | Edats   | Dones |
| ----- | ------- | ----- |
| 4     | 95 o +  | 20    |
| 0     | 90 a 94 | 36    |
| 28    | 85 a 89 | 72    |
| 40    | 80 a 84 | 64    |
| 80    | 75 a 79 | 104   |
| 112   | 70 a 74 | 124   |
| 156   | 65 a 69 | 172   |
| 148   | 60 a 64 | 144   |
| 96    | 55 a 59 | 140   |
| 132   | 50 a 54 | 140   |
| 176   | 45 a 49 | 180   |
| 152   | 40 a 44 | 168   |
| 180   | 35 a 39 | 184   |
| 188   | 30 a 34 | 152   |
| 116   | 25 a 29 | 132   |
| 148   | 20 a 24 | 116   |
| 148   | 15 a 19 | 152   |
| 144   | 10 a 14 | 180   |
| 104   | 5 a 9   | 92    |
| 120   | 0 a 4   | 80    |

## Economia
El 2007 la població en edat de treballar era de 3.144 persones, 2.399 eren actives i 745 eren inactives. De les 2.399 persones actives 2.232 estaven ocupades (1.163 homes i 1.069 dones) i 167 estaven aturades (76 homes i 91 dones). De les 745 persones inactives 243 estaven jubilades, 277 estaven estudiant i 225 estaven classificades com a «altres inactius».

### Ingressos
El 2009 a Moulins-lès-Metz hi havia 2.202 unitats fiscals que integraven 4.955,5 persones, la mediana anual d'ingressos fiscals per persona era de 20.102 €.

### Activitats econòmiques
Dels 266 establiments que hi havia el 2007, 2 eren d'empreses extractives, 5 d'empreses alimentàries, 1 d'una empresa de fabricació de material elèctric, 8 d'empreses de fabricació d'altres productes industrials, 27 d'empreses de construcció, 90 d'empreses de comerç i reparació d'automòbils, 19 d'empreses de transport, 18 d'empreses d'hostatgeria i restauració, 9 d'empreses d'informació i comunicació, 9 d'empreses financeres, 7 d'empreses immobiliàries, 29 d'empreses de serveis, 25 d'entitats de l'administració pública i 17 d'empreses classificades com a «altres activitats de serveis».
Dels 59 establiments de servei als particulars que hi havia el 2009, 1 era una oficina de correu, 3 oficines bancàries, 7 tallers de reparació d'automòbils i de material agrícola, 1 taller d'inspecció tècnica de vehicles, 1 establiment de lloguer de cotxes, 1 autoescola, 5 paletes, 5 guixaires pintors, 2 fusteries, 3 lampisteries, 2 electricistes, 1 empresa de construcció, 8 perruqueries, 13 restaurants, 1 agència immobiliària, 3 tintoreries i 2 salons de bellesa.
Dels 48 establiments comercials que hi havia el 2009, 1 era, 2 supermercats, 1 una botiga de més de 120 m², 3 fleques, 1 una carnisseria, 3 llibreries, 12 botigues de roba, 3 botigues d'equipament de la llar, 1 una botiga d'equipament de la llar, 1 una sabateria, 7 botigues de mobles, 5 botigues de material esportiu, 1 una botiga de material de revestiment de parets i terra, 1 un drogueria, 1 una perfumeria i 5 floristeries.
L'any 2000 a Moulins-lès-Metz hi havia 5 explotacions agrícoles.

## Equipaments sanitaris i escolars
Els 2 equipaments sanitaris que hi havia el 2009 eren farmàcies.
El 2009 hi havia 3 escoles maternals i 2 escoles elementals. Moulins-lès-Metz disposava de 2 col·legis d'educació secundària amb 689 alumnes.

## Poblacions més properes
El següent diagrama mostra les poblacions més properes.